# Rebutia narvaecensis

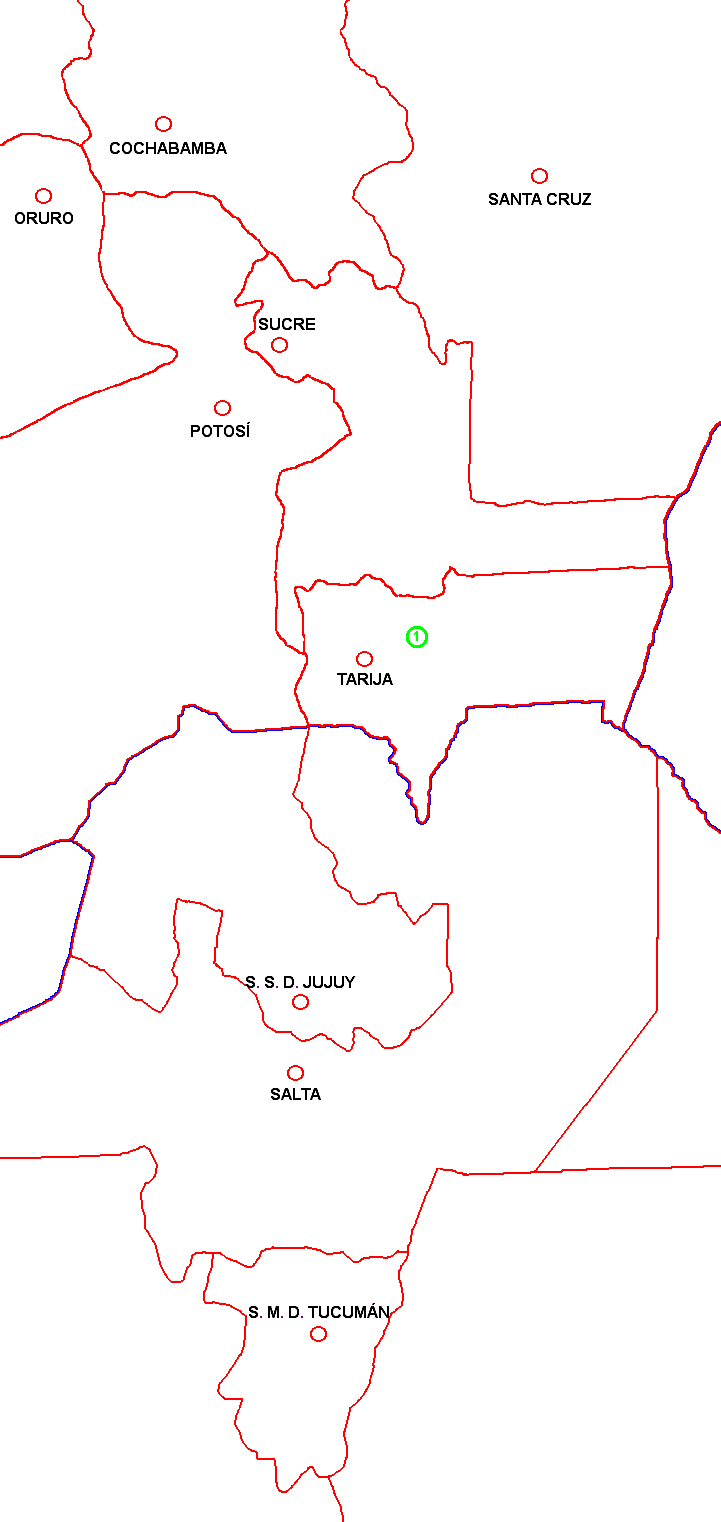
Mapa rozšíření R. narvaecensis

Rebutia narvaecensis je velmi zajímavý a pěstitelsky vděčný druh rodu rebucie, nápadný hlavně svými hojnými květy s neobvyklou barvou. Pojmenován byl podle místa svého výskytu v blízkosti Narvaez (Bolívie, departament Tarija, provincie O'Connor).

## Rebutia narvaecensis(Cárd.) Donald
Donald, John Donald; Ashingtonia, 1: 21, 1973 (jako 'narvaecense')
Basionym:
Aylostera narvaecensis Cárd.; Cact. Succ. J. US, 43: 245, 1971 (jako 'narvaecense')
Sekce Rebutia, řada Narvaecensis
Synonyma: 
- Rebutia espinosae Kníže n.n., Kakt. Sukk., Bratislava 1984

### Popis
Stonek jednotlivý, v kultuře vzácně odnožující, nejprve široce okrouhlý, později ploše kulovitý až kulovitý, se sníženým temenem, až 35 mm široký a 30 mm vysoký, s vláknitými kořeny; pokožka šedozelená. Žeber 18 - 22, zcela rozložená do okrouhlých, bradavkovitých, spirálovitě uspořádaných, 4 mm širokých, 2 mm vysokých hrbolků; areoly kruhovité až slabě oválné, 1,5 - 2 mm dlouhé a 1 mm široké, pokryté krémově bílou až slabě nahnědlou plstí. Trny těžko rozlišitelné na okrajové a středové, v počtu asi 20 - 30, slabě jehlovité, 2 - 5 mm dlouhé, bělavé až nažloutlé, přímé, stranou a ven směřující; asi 6 trnů postavených více jako středové, někdy poněkud tmavší.
Květy ze starších areol, asi 45 mm dlouhé a široké, bělavě růžové, s nápadně tenkou trubkou; květní lůžko kulovité, 3 - 4 mm široké, růžové, pokryté drobnými, tmavěji růžovými šupinami, v jejich paždí bílé vlasy a několik nažloutlých štětin; květní trubka na velké části nápadně tenká, jen 2 - 2,5 mm široká, asi 22 mm dlouhá, vně světle růžová, pokrytá stejně jako květní lůžko, šupiny poněkud větší; vnější okvětní lístky kopinaté, 20 mm dlouhé a 5 mm široké, růžové nebo bílé se středním růžovým proužkem; vnitřní okvětní lístky poněkud delší i širší, světlejší až bílé; nitky bílé, vyrůstající z horních 10 mm květní trubky, 7 - 10 mm dlouhé, prašníky světle žluté; čnělka asi 25 mm dlouhá, bílá, na spodních alespoň 10 mm srostlá s květní trubkou, blizna se 6 - 7 rozevřenými rameny světle žlutá, nad úrovní nejvyšších prašníků. Plod kulovitý, asi 4 mm velký, růžově hnědý, pokrytý několika šupinami s bílou vlnou. Semena hnědočerná, polokulovité až přílbovité s velkým bazálním hilem.

### Variety a formy
Variety ani formy nebyly popsány, druh vykazuje jen velmi malé rozdíly, rostliny vedené ve sbírkách jako R. narvaecensis jsou všeobecně dosti jednotné, pokud se nejedná o výpěstky z některých starých chybných identifikací, kdy byla jako R. narvaecensis šířena také např. R. pulvinosa nebo R. muscula.
Prvotní popis R. narvaecensis byl vytvořen na základě rostlin, které nálezce Annibal Coro poslal Martinu Cárdenasovi, typ Cárd. 6331. Kromě toho byly jako R. narvaecensis označeny sběry, původně vedené jako R. espinosae, KK 841, 1150, 1302, 1518 a 1564. Zda všechny tyto sběry K. Knížete skutečně odpovídají jedinému totožnému taxonu, není zcela jisté, ale rostliny ve sbírkách žádné podstatnější rozdíly nevykazují.

### Výskyt a rozšíření
Všechny sběry spojované s R. narvaecensis pocházejí z Bolívie, z okolí Narvaez (departament Tarija, provincie O'Connor. Odtud pocházel z nadmořské výšky 2700 m typový sběr. Ze stejné oblasti pocházejí rovněž všechny sběry K. Knížete, u KK 841 bylo jako místo nálezu uvedeno Junacas - Narvaez, 3000 m, u KK 1150 Piedra Larga, 2500 m, u KK 1302 Tarija, Narvaez, 2800 m a u posledních dvou nálezů (KK 1518, KK 1564) Narvaez, 1800 m.